# Daniele Marco Dolfin

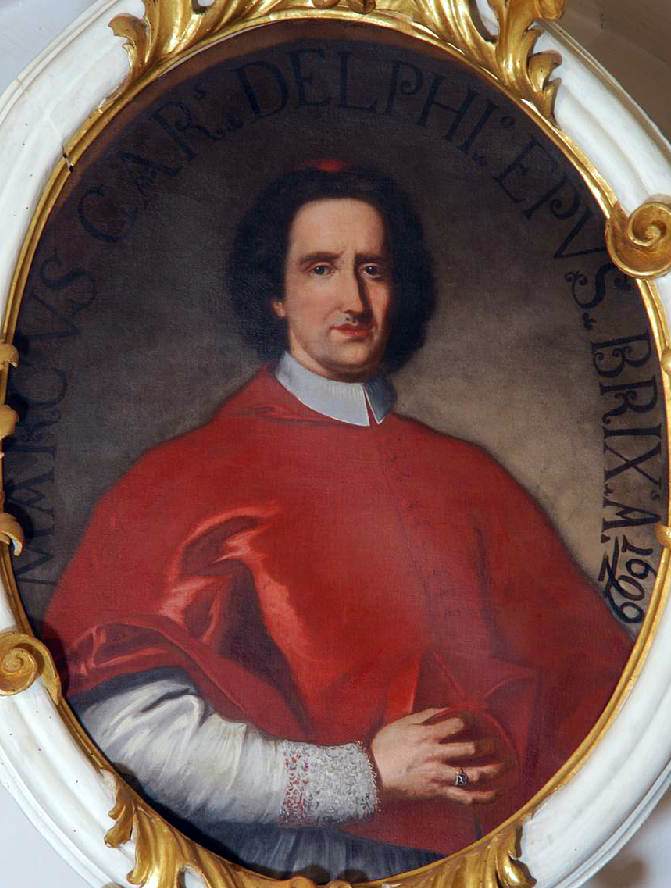
Daniele Marco Kardinal Dolfin (Ölgemälde von Nicolò Bambini, um 1711)

Kardinalswappen

Daniele Marco Dolfin (* 5. Oktober 1653 in Venedig; † 5. August 1704 in Brescia) war ein italienischer Kardinal.

## Herkunft und Werdegang
Daniele Marco Dolfin stammte aus dem Geschlecht der Dolfin. Er war Großneffe von Kardinal Giovanni Dolfin und Neffe von Kardinal Giovanni Dolfin. 
Dolfino erlangte den Doktor beider Rechte. Er übte Funktionen in der Römischen Kurie aus, unter anderem als Referendar am Obersten Gerichtshof der Apostolischen Signatur. Im Konklave 1691 war er Sekretär seines Onkels Giovanni. Von 1692 bis 1696 war er Vizelegat in Avignon. Am 2. Januar 1696 ernannte Papst Innozenz XII. ihn zum Titularerzbischof von Damascus und am 7. Januar 1696 zum Apostolischen Nuntius in Frankreich. Am 10. Januar 1696 wurde er zum Päpstlichen Thronassistenten ernannt. Louis Aube de Roquemartine, Bischof von Bistum Saint-Paul-Trois-Châteaux weihte ihn am 29. Januar 1696 in der Jesuitenkirche in Avignon zum Bischof. Mitkonsekratoren waren Jean-Jacques d’Obeilh, Bischof von Assam, und Laurent Buti, Bischof von Carpentras. Am 15. September 1698 wurde er zum Erzbischof ad personam von Brescia ernannt.
Papst Innozenz XII. kreierte Dolfin im Konsistorium vom 14. November 1699 zum Kardinal. Im Februar 1700 gab er sein Amt als Nuntius in Frankreich ab. Am 30. März 1700 wurde ihm der Galero überreicht und die Titelkirche Santa Susanna zugewiesen. 1700 wurde er zum Kommendatarabt von Rosazzo ernannt. Als Kardinal nahm er am Konklave 1700 teil, welches Clemens XI. zum Papst wählte.
Daniele Marco Dolfin starb am 5. August 1704 um 1 Uhr morgens im Bischofspalast von Brescia. Sein Leichnam wurde in der Kathedrale von Brescia aufgebahrt und anschließend in der dortigen Kapelle des Allerheiligsten Sakraments beigesetzt.